# NGC 4593
Az NGC 4593 spirálgalaxis a Szűz csillagképben, a New General Catalogue bejegyzése szerint. A galaxist 1784 -ben fedezte William Herschel asztronómus egy 18,7 Zollos csillagászati teleszkóppal.